# Sericia spectans
Sericia spectans là một loài bướm đêm trong họ Erebidae.